# HC Nové Zámky
Der HC Nové Zámky ist ein Eishockeyverein aus Nové Zámky, Slowakei. Der Club wurde 2011 als Profiteam des 1965 gegründeten HK Lokomotíva Nové Zámky gegründet. Von 2012 bis 2015 spielte der Club in der ungarischen MOL Liga, die er 2014 gewinnen konnte. Parallel spielte der Club in der slowakischen 2. Liga, der dritthöchsten Spielklasse. Nach dem Ausstieg aus der MOL Liga stieg Nové Zámky zweimal in Folge auf und spielte ab 2016 in der höchsten slowakischen Spielklasse, der Extraliga. 2025 stieg der Club in die Slovenská hokejová liga ab.

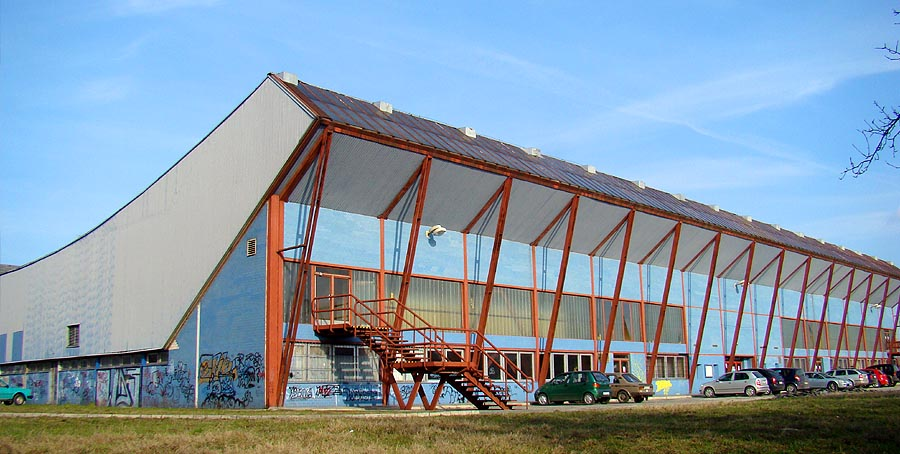
Zimný štadión Nové Zámky

## Spielzeiten

### MOL Liga
| Saison  | Hauptrunde | Play-Offs  |
| ------- | ---------- | ---------- |
| 2012/13 | 4.         | Halbfinale |
| 2013/14 | 2.         | Meister    |
| 2014/15 | 3.         | Finale     |

### 2. Liga
| Saison  | Gruppe | Hauptrunde |
| ------- | ------ | ---------- |
| 2011/12 | West   | 6. (von 7) |
| 2012/13 | A      | 7. (von 7) |
| 2013/14 | A      | 6. (von 8) |
| 2014/15 | A      | 1. (von 9) |

2015 gewann Nové Zámky die Meisterschaft der 2. Liga.

### 1. Liga / Slovenská hokejová liga
| Saison  | Hauptrunde | Play-Offs | Relegation |
| ------- | ---------- | --------- | ---------- |
| 2015/16 | 2.         | Meister   | 1.         |
| 2025/26 |            |           |            |

### Extraliga (Tipsport Liga)
| Saison  | Hauptrunde | Endrunde      |
| ------- | ---------- | ------------- |
| 2016/17 | 8.         | Viertelfinale |
| 2017/18 | 8.         | Viertelfinale |
| 2018/19 | 7.         | Pre-Playoffs  |
| 2019/20 | 11.        | −             |
| 2020/21 | 9.         | Viertelfinale |
| 2021/22 | 11.        | −             |
| 2022/23 | 6.         | Viertelfinale |
| 2023/24 | 11.        | −             |
| 2024/25 | 12.        | Abstieg       |